# Fritz Baader (Kameramann)
Fritz Baader (* 21. August 1939; † 8. März 2018 in Anzing) war ein deutscher Kameramann und Kameraassistent.

## Leben
Baader hatte sein filmisches Rüstzeug von der Pike auf erlernt und sich sukzessive vom Beleuchter, Bühnenarbeiter und Requisiteur bis zum Kameraassistent hochgearbeitet. In dieser Funktion diente er seit 1973 regelmäßig dem erfahrenen Kollegen Ernst W. Kalinke. Lediglich bei zwei Aufklärungsfilmen der ausgehenden 1960er Jahre und einigen Lustspielen aus der Lisa-Film-Produktion von Karl Spiehs Anfang der 1980er Jahre erhielt Baader die Funktion eines Chefkameramanns.
Baader hat auch häufig für die Werbung gearbeitet und eine Reihe von Dokumentationen (u. a. über den Circus Roncalli und 1969 über die Gymnaestrada in Basel) und Industriefilmen (z. B. Werkzeuge erobern die Welt) fotografiert.
Seit den späten 80er Jahren hatte er sich aus dem Filmgeschäft zurückgezogen und an seinem Wohnort Anzing auf die Herstellung von Software zur Videoüberwachung mit IP-Kameras spezialisiert.
Nach Mitteilung von Angehörigen ist er im März 2018 verstorben.

## Filmografie (als Chefkameramann)
- 1967: Helga – Vom Werden des menschlichen Lebens
- 1968: Helga und Michael
- 1979: Götz von Berlichingen mit der eisernen Hand
- 1981: Frankfurt Kaiserstraße
- 1983: Die Supernasen
- 1983: Sunshine Reggae auf Ibiza
- 1983: Das verrückte Strandhotel